# سندرم اسلای
سندرم اسلای (Sly Syndrom) یا موکوپلی ساکاریدوز نوع VII, نوعی موکوپلی ساکاریدوز است.

## علائم بالینی

### زمان تولد و دوره نوزادی
معمولاً طبیعی. در نوع شدید بیماری، صورت خشن، تورم گوده گذار نوزادی، آسیت، بزرگی کبد و بزرگی طحال و هیدروپس جنینی، پاچنبری و دررفتگی مفاصل ران و آسیب پیشرونده عضله قلبی در زمان تولد دیده می‌شود و احتمالاً مرگ در ۶ ماهه اول زندگی بیمار رخ می‌دهد.

### دوره شیرخوارگی یا کودکی
یافته‌های صورت خشن، شکم برجسته، بزرگی کبد و بزرگی طحال، کوتاهی قد، اختلالات نسبتاً شدید اسکلتی، فتق نافی، پوست پف کرده پشت دست‌ها و پاها، قوز در نواحی پشتی و کمری، بزرگی سر، قفسه سینه کبوتری، عقب ماندگی تکامل و پس از ۲ سالگی عقب ماندگی تکلم، راه رفتن دردناک، عقب ماندگی ذهنی خفیف، کدورت قرنیه، عفونت‌های مکرر تنفسی فوقانی، هیپرپلازی لثه، هیدروسفالی و در برخی از بیماران دررفتگی مفصل ران از علائم شایع می‌باشد.
سابقه سقط خودبخودی در مادر مثبت است. برخی از انواع خفیف پس از ۴ سالگی یا حتی دیرتر با علائم اسکلتی بارز در بیمار ظاهر می‌شوند.

## نقص آنزیم
نقص در آنزیم بتا گلوکورونیداز.

## توارث ژنتیکی
اتوزومی مغلوب.

## میزان بروز
یک مورد در ۳۰۰ هزار تولد زنده در ایالت بریتیش کلمبیای کانادا.

## روش تشخیص
- بررسی آنزیم: در گلبولهای سفید و فیبروبلاستها.
- ادرار: افزایش دفع درماتان سولفات و هپاران سولفات.

## درمان
درمان‌ها حمایتی است. درمان جایگزینی با آنزیم در مدل حیوانی در دست بررسی می‌باشد.

## آزمون تشخیص قبل از تولد
بررسی آنزیم در آمنیوسیتهای کشت شده یا نمونه پرز کوریونی.